# エルンスト・テンペル
| (64) アンジェリーナ | 1861年3月4日  |
| (65) キュベレー     | 1861年3月8日  |
| (74) ガラテア       | 1862年8月29日 |
| (81) テルプシコレ   | 1864年9月30日 |
| (97) クロト         | 1868年2月17日 |

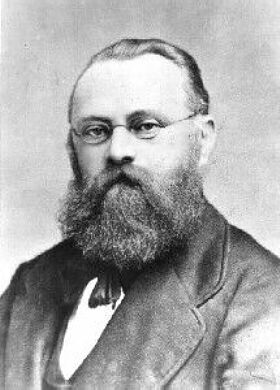
Ernst Wilhelm Leberecht Tempel

エルンスト・ヴィルヘルム・レベレヒト・テンペル（Ernst Wilhelm Leberecht Tempel、1821年12月4日 - 1889年3月16日）は、ドイツ生まれの天文学者である。多くの彗星を発見し、星雲の観測に業績をあげた。
ザクセン州のde:Niedercunnersdorfに生まれた。1837年からマイセンで銅版画の技術を学び、1840年から数年間コペンハーゲン、ストックホルム、オスロなどを遍歴した。1858年、ヴェネツィアで結婚した。精密な銅版画の技術が評判になり、植物学者や他の科学分野の学者のために働いた。
その後天文学に興味をもち、望遠鏡を手に入れると、1859年に最初の彗星を発見し、プレアデス星団の星雲を発見した。天文学の教育を受けていなかったためドイツでは天文学の職が得られなかったが、1860年からフランスのマルセイユ天文台で働いた。マルセイユ天文台で、5個の小惑星 と55P/テンペル・タットル彗星を含む12個の彗星を発見した。1870年に普仏戦争が勃発すると追放され、イタリアに戻った。1875年に南フィレンツェのアルチェトリ天文台で当時イタリア最大の望遠鏡を使って、星雲などの観測を行った。1889年にアルチェトリで生涯を閉じた。
テンペルは生涯で21個の彗星の発見者、共同発見者となり、テンペルの発見した彗星には、しし座流星群の母天体となった55P/テンペル・タットル彗星や、2005年のNASAの彗星探査計画、ディープ・インパクトの探査目標となった9P/テンペル第1彗星や周期彗星10P/テンペル第2彗星、11P/テンペル・スイフト・LINEAR彗星が含まれる。
小惑星 (3808) テンペル と月のクレータにテンペルの名前が命名された。